# ユーロビジョン・ソング・コンテスト2018
ユーロビジョン・ソング・コンテスト2018こと第63回ユーロビジョン・ソング・コンテスト（英語:Eurovision Song Contest 2018、フランス語:Concours Eurovision de la chanson 2018）は、2018年5月にポルトガルのリスボンにあるアトランティコ・パビリオン（アルティス・アリーナ）において開催された。前年の大会でポルトガル代表のサルヴァドール・ソブラルが優勝したことによりポルトガルが主催権を得たが、同国で本大会が開催されたのは初めてのことである。前年度に出場しなかったロシアが復帰したことにより、出場国数は2008年大会と2011年大会に並ぶ43か国となった。
今大会ではイスラエル代表として「Toy」を歌ったネッタが優勝した。イスラエルが優勝したのは1978年、1979年、1998年に続き4回目のことで、5位までに入賞したのは10年以上ぶりであった。その他キプロス、オーストリア、ドイツ、イタリアが上位5か国に入賞した。キプロス（2位）とチェコ（6位）はこれまでで最もよい結果となった。一方で、開催国のポルトガルは最下位となったが、開催国が最下位となったのは2015年以降で3回目のことである。また、2004年大会で準決勝が導入されて以来、アゼルバイジャン、ルーマニア、ロシアの3か国は初めて決勝へ進むことができず、2005年大会以来コーカサスの各国（ジョージア、アルメニア、アゼルバイジャン）が決勝へ進むことができなかった。欧州放送連合の発表によると、世界中の視聴者数は1億8600万人に達し、前回大会より400万人以上増加した。

## 開催地

### 会場

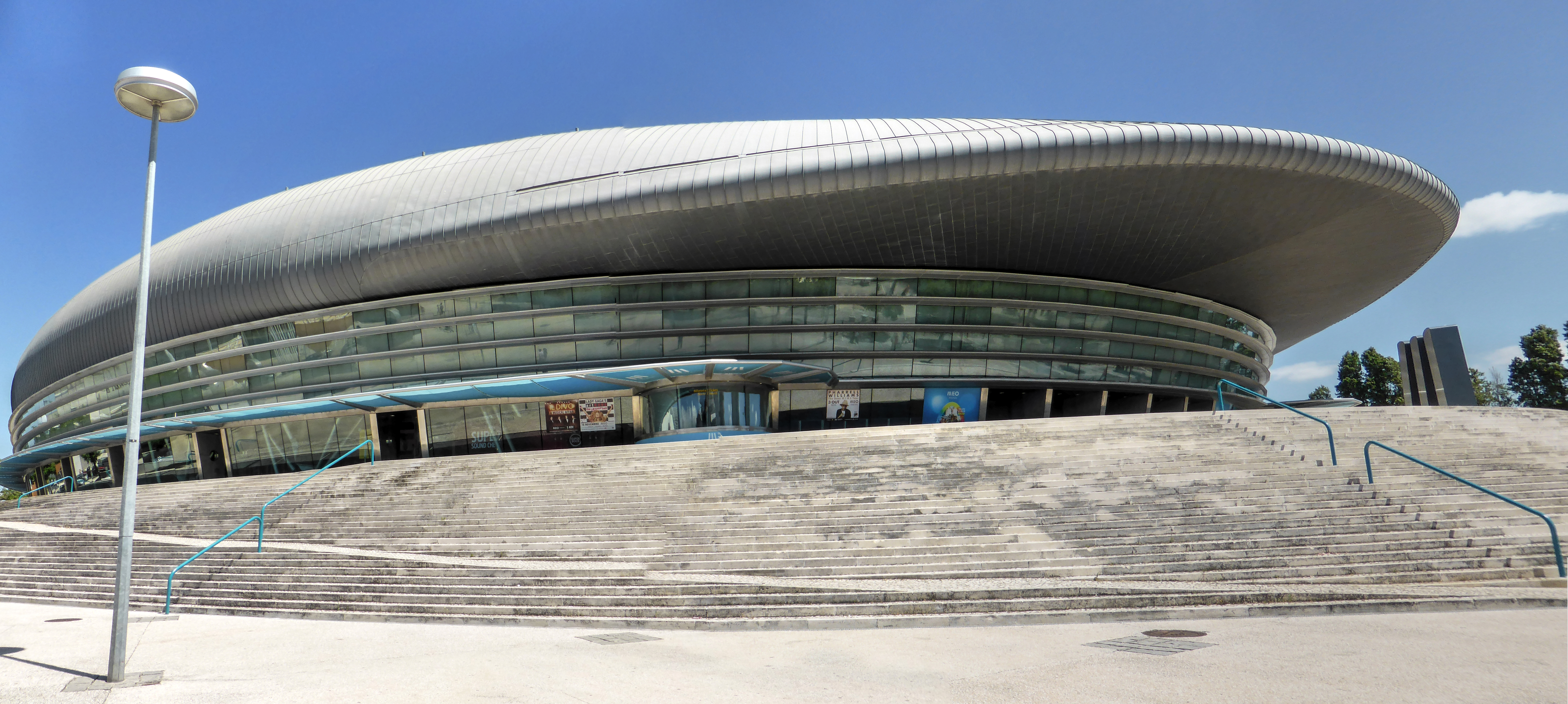
2018年大会会場のアトランティコ・パビリオン（アルティス・アリーナ）

会場はポルトガルのリスボンにあるアトランティコ・パビリオン（アルティス・アリーナ）であった。同施設は20,000人が収容できるポルトガルで最大の屋内アリーナであり、ヨーロッパでも最大級の施設のひとつである。

### 開催地の決定
ユーロビジョン・ソング・コンテスト2017の決勝の当日、ポルトガルが優勝した場合にはポルトガル国営放送が2018年大会を主催する意向であることが報道された。サルヴァドール・ソブラルの優勝を受け、欧州放送連合のユン・ウラ・サンは優勝者の記者会見の場で、ポルトガル国営放送に対して2018年大会の開催を要請した。その翌日、ポルトガル国営放送の局長は同放送局が2018年大会を主催することと発表し、その会場候補としてMEO Arena（後にアルティス・アリーナと改称）を挙げた。2017年5月15日にポルトガル国営放送はリスボンで開催することを発表したが、その翌日には開催地も会場も最終決定ではないことを表明した
欧州放送連合からポルトガル国営放送に対して文書で示された開催地の基本的な条件は、以下のとおりである：
- 10,000人前後の観客の収容に適していること
- 1,500人の報道関係者が利用できる設備がある国際的なプレスセンターを設けること
- 少なくとも2,000人の出場国の関係者や報道関係者が宿泊できる様々な価格帯のホテルが十分にあること
- 開催地、会場、宿泊地のそばに国際空港があり、すでに効率的な交通インフラが整備されていること

ブラガ、ゴンドマール、ギマランイス、リスボン、サンタ・マリア・ダ・フェイラの5つの都市が開催都市に立候補したが、2017年7月25日にリスボンを開催地とすることが決定した。

### その他の会場
ユーロビジョン・ビレッジはリスボンのダウンタウンにある テージョ川に面したコメルシオ広場に設けられた。 ユーロビジョン・ビレッジは大会開催時期の数週間設けられ、ファンやスポンサーを対象とした大会の出場者や地元のアーティストによるを楽しめる公認のエリアであり、また大会のパブリック・ビューイングの会場でもあった。
ユーロクラブは大会出場者が出演する公式なパーティーや私的なイベントの会場である。ユーロビジョン・ビレッジとは異なり、ユーロクラブへの出入りは許可を得たファンや出場国の関係者とマスコミ関係者に限られており、ユーロビジョン・ビレッジの隣にあるMinisterium Clubがその会場であった。
すべての出場者やその関係者がマスコミやファンに紹介されるイベントである「ブルーカーペット」は2018年5月6日にリスボン市内のMuseum of Art, Architecture and Technologyにおいて開催された。 ブルーカーペットに続き、Electricity Museumの近くで開会式が実施された。

## 形式

### デザイン
2017年11月7日にリスボン水族館での記者会見において、"All Aboard!"をテーマとすることが発表された。視覚イメージには海のモチーフが採用され、巻き貝をイメージしたメインのロゴに加えて、海洋生態系のさまざまな面を表現した12の補助的なエンブレムが作成された。これらのテーマやデザインについて、大会責任者のユン・オラ・サンは「多様性を含めた、リスボンの歴史やユーロビジョンの価値観をとてもよく映し出すものである。海は私達すべてにつながるものであり、その多様性は我々が5月に出会う各出場国にとってもよいインスピレーションになるだろう」と語っている。

### ポストカード
ポストカードは2018年3月から4月にかけて撮影された。出場者がポルトガルにつながる扉を開き、ポルトガル各地でマウンテンバイクに乗ったりや料理をしたり名所を訪ねたりする演出がなされた。それぞれのポストカードの最初には撮影された場所が表示され、最後には各出場者がポーズをとりハッシュタグ付きのテーマが表示され、続けて曲の情報が国旗を背景として表示された。ポストカードの曲はルイス・フィゲレドが作曲し、すべてのポストカードで同じ曲が使用された。
| 国               | 撮影地                                            |
| ---------------- | ------------------------------------------------- |
| アルバニア       | アヴェイロ                                        |
| アルメニア       | グランドラ                                        |
| オーストラリア   | リスボン                                          |
| オーストリア     | モンサント                                        |
| アゼルバイジャン | レゲンゴス・デ・モンサラス                        |
| ベラルーシ       | リスボンのコメルシオ広場                          |
| ベルギー         | リスボンのテージョ川と4月25日橋                   |
| ブルガリア       | リスボンとサンタ・ジュスタのリフト                |
| クロアチア       | タラスナル                                        |
| キプロス         | リスボンのリベイラ市場                            |
| チェコ           | ポデンセ                                          |
| デンマーク       | マフラのマフラ国立宮殿                            |
| エストニア       | シントラ山脈                                      |
| フィンランド     | アルブフェイラ                                    |
| フランス         | ヴィアナ・ド・カステロ                            |
| ジョージア       | リスボン                                          |
| ドイツ           | マデイラ島                                        |
| ギリシャ         | イリャヴォ                                        |
| ハンガリー       | オビドス                                          |
| アイスランド     | リスボンのエドゥアルド7世公園とマリオネット博物館 |
| アイルランド     | ポルト・サント島                                  |
| イスラエル       | リスボンのロシオ広場                              |
| イタリア         | ポルト                                            |
| ラトビア         | ベナジル                                          |
| リトアニア       | カラムロ山脈                                      |
| マルタ           | アウテル・ド・ション                              |
| モルドバ         | ヴィダゴ                                          |
| モンテネグロ     | リスボンのフェイラ・ダ・ラドラ                    |
| オランダ         | リスボンとパステル・デ・ナタ                      |
| 北マケドニア     | リスボンのマルケゼス・デ・フロンテイラ宮殿        |
| ノルウェー       | リスボンのヴァスコ・ダ・ガマ橋                    |
| ポーランド       | エリセイラ                                        |
| ポルトガル       | アルフェイテ海軍基地                              |
| ルーマニア       | アロウカ                                          |
| ロシア           | リスボンのリスボン水族館                          |
| サンマリノ       | マデイラ島のフンシャル                            |
| セルビア         | ポルト                                            |
| スロベニア       | ファイアル島のカペリーニョス火山                  |
| スペイン         | サンミゲル島のフルナス                            |
| スウェーデン     | エストレーラ山脈                                  |
| スイス           | ポルト                                            |
| ウクライナ       | ヴィラ・ノヴァ・デ・ミルフォンテス                |
| イギリス         | サンミゲル島のゴレアナ茶園                        |

### 司会者

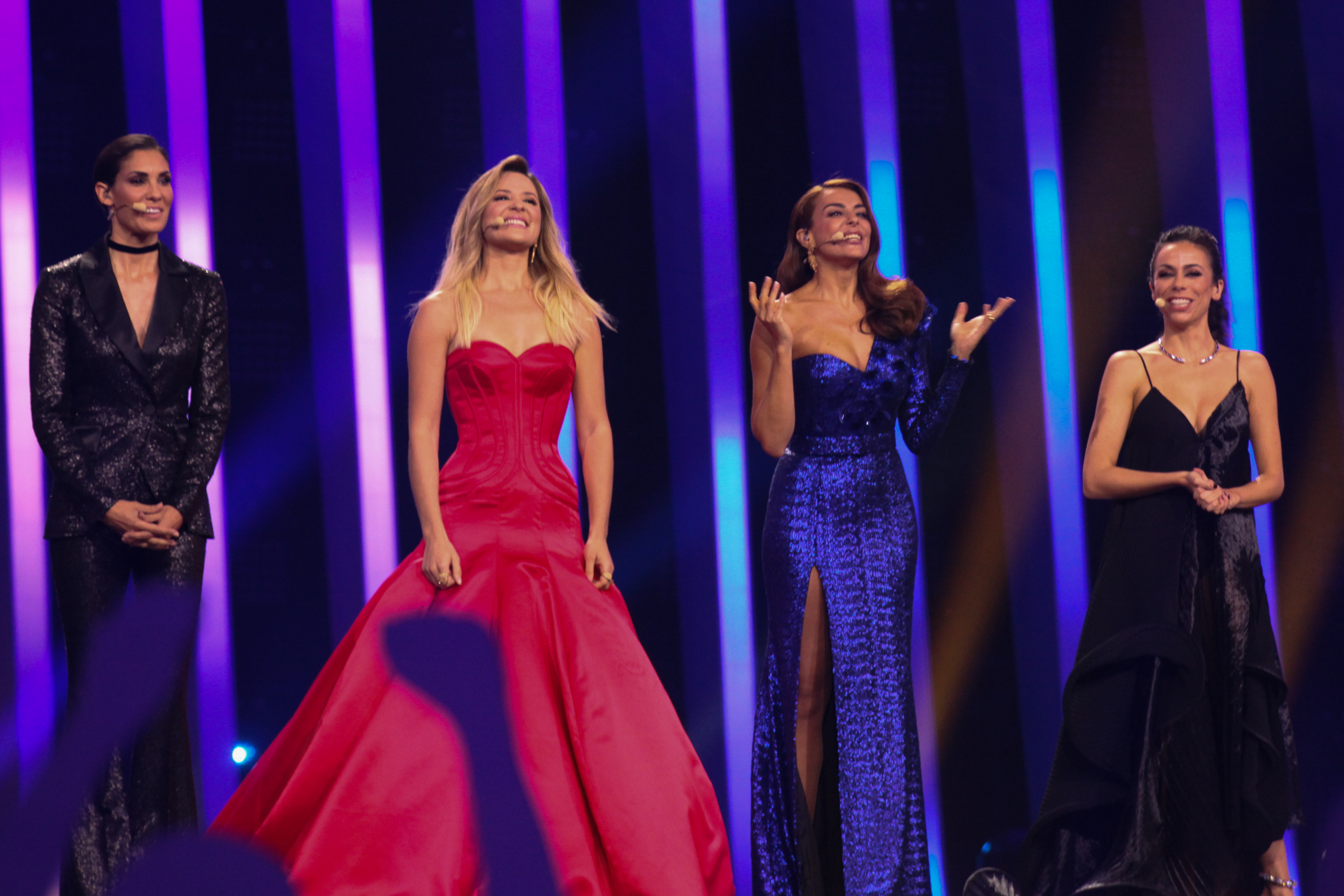
2018年大会の4名の司会者、ダニエラ・ルーア、シルヴィア・アルベルト、カタリナ・フルタド、フィロメナ・カウテラ。

2018年1月8日にポルトガル国営放送と欧州放送連合は、初めて司会者が4名の女性で構成され、ポルトガル国営放送のシルヴィア・アルベルト、フィロメナ・カウテラ、カタリナ・フルタドと女優のダニエラ・ルーアであることを発表した。この年は2015年以来初めて司会者が女性のみで、また2年続けて同性のみで構成されることとなった。2018年5月4日に、カウテラがグリーンルームを担当することが発表された。
ブルーカーペットの司会は女優のクラウディア・サメド、ラジオ司会者のイネス・ロペス・ゴンサルヴェス、俳優でテレビ司会者のペドロ・グランジェルと俳優で監督のペドロ・ペニムの4名であり、グランジェルとペニムは記者会見の進行も行った。

### 準決勝の組分け
2018年1月29日にリスボン市役所において準決勝の組分けが抽選により決定された。 出場国のうち準決勝を免除される6か国（主催国ポルトガルと"Big5"のフランス、ドイツ、イタリア、スペイン、イギリス）を除いた37か国が過去の投票傾向をもとに6組に分けられた。この方法により特定の国々が互いに投票し合う「ブロック投票」を避け、準決勝の緊張感をより高めることができる。また、この抽選により直接決勝に進出する6か国がどちらの準決勝を放送し投票するかも決定された。この抽選会は大会の司会者でもあるシルヴィア・アルベルトとフィロメナ・カウテラが司会を務め、またこの場で前回大会の開催都市であるキーウの市長であるヴィタリ・クリチコからリスボン市長のフェルナンド・メディナに記章が手渡された。
| 1組                                                                                      | 2組                                                                                   | 3組                                                                             |
| ---------------------------------------------------------------------------------------- | ------------------------------------------------------------------------------------- | ------------------------------------------------------------------------------- |
| - アルバニア - クロアチア - 北マケドニア - モンテネグロ - セルビア - スロベニア - スイス | - デンマーク - フィンランド - アイスランド - アイルランド - ノルウェー - スウェーデン | - アルメニア - アゼルバイジャン - ベラルーシ - ジョージア - ロシア - ウクライナ |
| 4組                                                                                      | 5組                                                                                   | 6組                                                                             |
| - ブルガリア - キプロス - ギリシャ - ハンガリー - モルドバ - ルーマニア                  | - オーストラリア - オーストリア - チェコ - イスラエル - マルタ - サンマリノ           | - ベルギー - エストニア - ラトビア - リトアニア - オランダ - ポーランド         |

### 開幕及び幕間の演出（決勝）
決勝の開幕パフォーマンスとして、ポルトガルの民族歌謡であるファドの歌手であるアナ・モウラとマリーザの歌唱に続き、DJのBeatbombersによる生演奏をBGMとして決勝に出場する26か国の出場者が入場した。
幕間には前大会の優勝者であるサルヴァドール・ソブラルが新曲の"Mano a mano"を披露し、またブラジルの歌手であるカエターノ・ヴェローゾとともに"Amar pelos dois"を歌唱した。他にもブランコ (DJ)、サラ・タヴァレス、 マイラ・アンドラーデ、ディノ・デ・サンティアゴによるパフォーマンスも行われた。

## 出場国

準決勝1に参加
準決勝1で投票
準決勝2に参加
準決勝2で投票

欧州放送連合は当初、2017年11月7日の時点で42か国が出場する予定であることを発表した。ロシアが前回大会の欠場から復帰し、また北マケドニアは同国の放送局が欧州放送連合の拠出金を支払っていないことにより出場を認められないとした。しかしその10日後に欧州放送連合は北マケドニアの出場を認めることを発表し、それにより出場国は43か国となった。これは2008年大会および2011年大会と同じ数で、これまでで最大の出場国数である。

### 再出場のアーティスト
アリャクサンドル・ルィバークは2009年大会にノルウェー代表として出場し、「Fairytale」を歌い優勝した（この曲はユーロビジョン・ソング・コンテストの1,500番目の曲であった）。
オランダ代表のウェイロンは2014年大会に同国代表のザ・コモン・リネッツの一員としてCalm After the Stormを歌い、2位となった。
オーストラリア代表のジェシカ・マーボイは2014年大会の幕間パフォーマンスで「Sea of Flags」を披露した。
スロベニア代表のレア・シルクは2014年と2016年に同国のバックヴォーカルとして、ブルガリア代表・Equinoxのメンバーであるヴラド・ミハイロフは2017年に同国のバックヴォーカルとして、またオーストリアのセザー・サンプソンは2016年にブルガリアのバックヴォーカルとダンサーとして出場経験がある。
イギリス代表のスーリーは2015にベルギーのバックヴォーカルとダンサーを務め、2015年と2017年のベルギー代表のディレクターでもあった。
幕間に出演したサラ・タヴァレスは1994年のポルトガル代表であった。

## 結果

### 準決勝1
2018年5月8日に開催された準決勝1には19か国が出場し、それに加えてポルトガル、スペイン、イギリスの3か国が投票した。19か国のうち10か国が決勝に進出した（決勝出場国は太字で表記）。
| 登場順 | 国               | アーティスト                                  | 楽曲                   | 言語         | 順位 | 得点 | 得点   | 得点   |
| 登場順 | 国               | アーティスト                                  | 楽曲                   | 言語         | 順位 | 合計 | 審査員 | 視聴者 |
| ------ | ---------------- | --------------------------------------------- | ---------------------- | ------------ | ---- | ---- | ------ | ------ |
| 01     | アゼルバイジャン | アイセル Aisel                                | X My Heart             | 英語         | 11   | 94   | 47     | 47     |
| 02     | アイスランド     | アリ・オラフソン Ari Ólafsson                 | Our Choice             | 英語         | 19   | 15   | 15     | 0      |
| 03     | アルバニア       | Eugent Bushpepa                               | Mall                   | アルバニア語 | 8    | 162  | 114    | 48     |
| 04     | ベルギー         | セネック Sennek                               | A Matter of Time       | 英語         | 12   | 91   | 71     | 20     |
| 05     | チェコ           | ミコラス・ヨセフ Mikolas Josef                | Lie to Me              | 英語         | 3    | 232  | 98     | 134    |
| 06     | リトアニア       | イエヴァ・ザシマウスカイテ Ieva Zasimauskaitė | When We're Old         | 英語         | 9    | 119  | 57     | 62     |
| 07     | イスラエル       | ネッタ Netta                                  | Toy                    | 英語         | 1    | 283  | 167    | 116    |
| 08     | ベラルーシ       | アレクセーエフ Alekseev                       | Forever                | 英語         | 16   | 65   | 20     | 45     |
| 09     | エストニア       | エリーナ・ネチャーエヴァ Elina Nechayeva      | La forza               | イタリア語   | 5    | 201  | 81     | 120    |
| 10     | ブルガリア       | エキノックス Equinox                          | Bones                  | 英語         | 7    | 177  | 107    | 70     |
| 11     | 北マケドニア     | アイ・キュー Eye Cue                          | Lost and Found         | 英語         | 18   | 24   | 18     | 6      |
| 12     | クロアチア       | フランカ Franka Batelić                       | Crazy                  | 英語         | 17   | 63   | 46     | 17     |
| 13     | オーストリア     | Cesár Sampson                                 | Nobody but You         | 英語         | 4    | 231  | 115    | 116    |
| 14     | ギリシャ         | Yianna Terzi                                  | Oniro mou (Όνειρό μου) | ギリシャ語   | 14   | 81   | 28     | 53     |
| 15     | フィンランド     | サーラ・アールト Saara Aalto                  | Monsters               | 英語         | 10   | 108  | 35     | 73     |
| 16     | アルメニア       | Sevak Khanagyan                               | Qami (Քամի)            | アルメニア語 | 15   | 79   | 38     | 41     |
| 17     | スイス           | ジブズ ZiBBZ                                  | Stones                 | 英語         | 13   | 86   | 59     | 27     |
| 18     | アイルランド     | ライアン・オショーネシー Ryan O'Shaughnessy   | Together               | 英語         | 6    | 179  | 71     | 108    |
| 19     | キプロス         | エレニ・フレイラ Eleni Foureira               | Fuego                  | 英語         | 2    | 262  | 89     | 173    |

### 準決勝2
2018年5月10日に開催された準決勝2には18か国が出場し、それに加えてフランス、ドイツ、イタリアの3か国が投票した。イタリア放送協会は準決勝1の当日にThe Voiceの決勝が予定されていることを理由に準決勝2の放送及び投票をあらかじめ要望しており、レファレンス・グループによってそれが承認された。18か国のうち10か国が決勝に進出した（決勝出場国は太字で表記）。
| 登場順 | 国             | アーティスト                                                | 楽曲                        | 言語           | 順位 | 得点 | 得点   | 得点   |
| 登場順 | 国             | アーティスト                                                | 楽曲                        | 言語           | 順位 | 合計 | 審査員 | 視聴者 |
| ------ | -------------- | ----------------------------------------------------------- | --------------------------- | -------------- | ---- | ---- | ------ | ------ |
| 01     | ノルウェー     | アリャクサンドル・ルィバーク Alexander Rybak                | That's How You Write a Song | 英語           | 1    | 266  | 133    | 133    |
| 02     | ルーマニア     | ザ・ヒューマンズ The Humans                                 | Goodbye                     | 英語           | 11   | 107  | 67     | 40     |
| 03     | セルビア       | サニャ・イリッチ & バルカニカ Sanja Ilić & Balkanika        | Nova deca(Нова деца)        | セルビア語     | 9    | 117  | 45     | 72     |
| 04     | サンマリノ     | Jessika Muscat feat. Jenifer Brening                        | Who We Are                  | 英語           | 17   | 28   | 14     | 14     |
| 05     | デンマーク     | ラスムセン Rasmussen                                        | Higher Ground               | 英語           | 5    | 204  | 40     | 164    |
| 06     | ロシア         | ユーリヤ・サモーイロヴァ Julia Samoylova                    | I Won't Break               | 英語           | 15   | 65   | 14     | 51     |
| 07     | モルドバ       | ドレドス DoReDoS                                            | My Lucky Day                | 英語           | 3    | 235  | 82     | 153    |
| 08     | オランダ       | ウェイロン Waylon                                           | Outlaw in 'Em               | 英語           | 7    | 174  | 127    | 47     |
| 09     | オーストラリア | ジェシカ・マーボイ Jessica Mauboy                           | We Got Love                 | 英語           | 4    | 212  | 130    | 82     |
| 10     | ジョージア     | イリアオ Iriao                                              | For You                     | グルジア語     | 18   | 24   | 11     | 13     |
| 11     | ポーランド     | グロミー feat. ルーカス・メイェル Gromee feat. Lukas Meijer | Light Me Up                 | 英語           | 14   | 81   | 21     | 60     |
| 12     | マルタ         | クリスタベル Christabelle                                   | Taboo                       | 英語           | 13   | 101  | 93     | 8      |
| 13     | ハンガリー     | AWS                                                         | Viszlát nyár                | ハンガリー語   | 10   | 111  | 23     | 88     |
| 14     | ラトビア       | Laura Rizzotto                                              | Funny Girl                  | 英語           | 12   | 106  | 92     | 14     |
| 15     | スウェーデン   | ベンヤミン・イングロッソ Benjamin Ingrosso                  | Dance You Off               | 英語           | 2    | 254  | 171    | 83     |
| 16     | モンテネグロ   | ヴァニャ・ラドヴァノヴィッチ Vanja Radovanović              | Inje(Иње)                   | モンテネグロ語 | 16   | 40   | 23     | 17     |
| 17     | スロベニア     | レア・シルク Lea Sirk                                       | Hvala, ne!                  | スロベニア語   | 8    | 132  | 67     | 65     |
| 18     | ウクライナ     | メロヴィン Mélovin                                          | Under the Ladder            | 英語           | 6    | 179  | 65     | 114    |

### 決勝
2018年5月12日に開催された決勝には26か国が出場し、全出場国43か国が投票した。登場順は準決勝2の決勝進出者の記者会見の後で発表された。
| 登場順 | 国             | アーティスト                                                     | 曲                          | 言語         | 順位 | 得点 | 得点   | 得点   |
| 登場順 | 国             | アーティスト                                                     | 曲                          | 言語         | 順位 | 合計 | 審査員 | 視聴者 |
| ------ | -------------- | ---------------------------------------------------------------- | --------------------------- | ------------ | ---- | ---- | ------ | ------ |
| 01     | ウクライナ     | メロヴィン Mélovin                                               | Under the Ladder            | 英語         | 17   | 130  | 11     | 119    |
| 02     | スペイン       | アマイア & アルフレッド Amaia Romero & Alfred García             | Tu canción                  | スペイン語   | 23   | 61   | 43     | 18     |
| 03     | スロベニア     | レア・シルク Lea Sirk                                            | Hvala, ne!                  | スロベニア語 | 22   | 64   | 41     | 23     |
| 04     | リトアニア     | イエヴァ・ザシマウスカイテ Ieva Zasimauskaitė                    | When We're Old              | 英語         | 12   | 181  | 90     | 91     |
| 05     | オーストリア   | Cesár Sampson                                                    | Nobody but You              | 英語         | 3    | 342  | 271    | 71     |
| 06     | エストニア     | エリーナ・ネチャーエヴァ Elina Nechayeva                         | La forza                    | イタリア語   | 8    | 245  | 143    | 102    |
| 07     | ノルウェー     | アリャクサンドル・ルィバーク Alexander Rybak                     | That's How You Write a Song | 英語         | 15   | 144  | 60     | 84     |
| 08     | ポルトガル     | クラウディア・パスコアル Cláudia Pascoal                         | O jardim                    | ポルトガル語 | 26   | 39   | 21     | 18     |
| 09     | イギリス       | スーリー SuRie                                                   | Storm                       | 英語         | 24   | 48   | 23     | 25     |
| 10     | セルビア       | サニャ・イリッチ & バルカニカ Sanja Ilić & Balkanika             | Nova deca(Нова деца)        | セルビア語   | 19   | 113  | 38     | 75     |
| 11     | ドイツ         | ミヒャエル・シュルテ Michael Schulte                             | You Let Me Walk Alone       | 英語         | 4    | 340  | 204    | 136    |
| 12     | アルバニア     | Eugent Bushpepa                                                  | Mall                        | アルバニア語 | 11   | 184  | 126    | 58     |
| 13     | フランス       | マダム・ムッシュ Madame Monsieur                                 | Mercy                       | フランス語   | 13   | 173  | 114    | 59     |
| 14     | チェコ         | ミコラス・ヨセフ Mikolas Josef                                   | Lie to Me                   | 英語         | 6    | 281  | 66     | 215    |
| 15     | デンマーク     | ラスムセン Rasmussen                                             | Higher Ground               | 英語         | 9    | 226  | 38     | 188    |
| 16     | オーストラリア | ジェシカ・マーボイ Jessica Mauboy                                | We Got Love                 | 英語         | 20   | 99   | 90     | 9      |
| 17     | フィンランド   | サーラ・アールト Saara Aalto                                     | Monsters                    | 英語         | 25   | 46   | 23     | 23     |
| 18     | ブルガリア     | エキノックス Equinox                                             | Bones                       | 英語         | 14   | 166  | 100    | 66     |
| 19     | モルドバ       | ドレドス DoReDoS                                                 | My Lucky Day                | 英語         | 10   | 209  | 94     | 115    |
| 20     | スウェーデン   | ベンヤミン・イングロッソ Benjamin Ingrosso                       | Dance You Off               | 英語         | 7    | 274  | 253    | 21     |
| 21     | ハンガリー     | AWS                                                              | Viszlát nyár                | ハンガリー語 | 21   | 93   | 28     | 65     |
| 22     | イスラエル     | ネッタ Netta                                                     | Toy                         | 英語         | 1    | 529  | 212    | 317    |
| 23     | オランダ       | ウェイロン Waylon                                                | Outlaw in 'Em               | 英語         | 18   | 121  | 89     | 32     |
| 24     | アイルランド   | ライアン・オショーネシー Ryan O'Shaughnessy                      | Together                    | 英語         | 16   | 136  | 74     | 62     |
| 25     | キプロス       | エレニ・フレイラ Eleni Foureira                                  | Fuego                       | 英語         | 2    | 436  | 183    | 253    |
| 26     | イタリア       | エルマル・メタ & ファブリツィオ・モロ Ermal Meta & Fabrizio Moro | Non mi avete fatto niente   | イタリア語   | 5    | 308  | 59     | 249    |

## 事件

### 文化盗用に対する非難
イスラエル代表のネッタの演出が日本文化の盗用であるとの批判がなされた。TwitterなどのSNSのユーザーにの中には「不愉快だ」と言う者もいた。ネッタが着物を着て髪を日本風のお団子に結っており、また小道具として招き猫を使用したことにより批判が生じた。

### ベラルーシの国内予選
2018年1月10日にロシアのSNSであるフコンタクテにおいて、アレクセーエフがベラルーシ国内予選に提出した「Forever」のロシア語バージョンを2017年5月に発表しており、2017年9月以前に出場曲を発表してはならないというルールに違反している可能性があるとの議論が起きた。国内予選に出場する6組のアーティストが、もし「Forever」が出場の認められれば国内予選への出場を拒否する意向を示し、そのうちソフィ・ラピナは実際に出場を辞退した。最終的にアレクセーエフは楽曲のアレンジを変えることで国内予選に出場することが放送局により認められ、国内予選で優勝しベラルーシ代表となることが決定した。その後、欧州放送連合は国内大会出場時の英語バージョンで大会に出場することを許可しアレクセーエフ本人もその意向であることが2018年2月23日に報道されたが、2018年3月28日にはまた別の新たに制作されたバージョンで大会に出場することが発表された。

### チェコ代表のリハーサルでの怪我
チェコ代表のミコラス・ヨセフが2018年4月29日のリハーサルで背中を負傷したとして病院に搬送された。ヨセフはインスタグラムで「リハーサル中に怪我をし、その数時間後に更に悪化した。今は歩くことすらできない。最初の病院から戻ってきて、今から別の病院に向かっているところだ」、「それでも、何があっても本番には出場する」との情報をファンに向けて投稿した。ヨセフは5月8日の準決勝1に少し振り付けを変更して出場し、5月12日の決勝では6位に入賞した。6位という順位はこの時点でチェコの最高記録であり、またチェコが決勝に進出したのは2016年大会のガブリエラ・グンチーコヴァー以来2回目のことだった。

### 中国のテレビ局による検閲

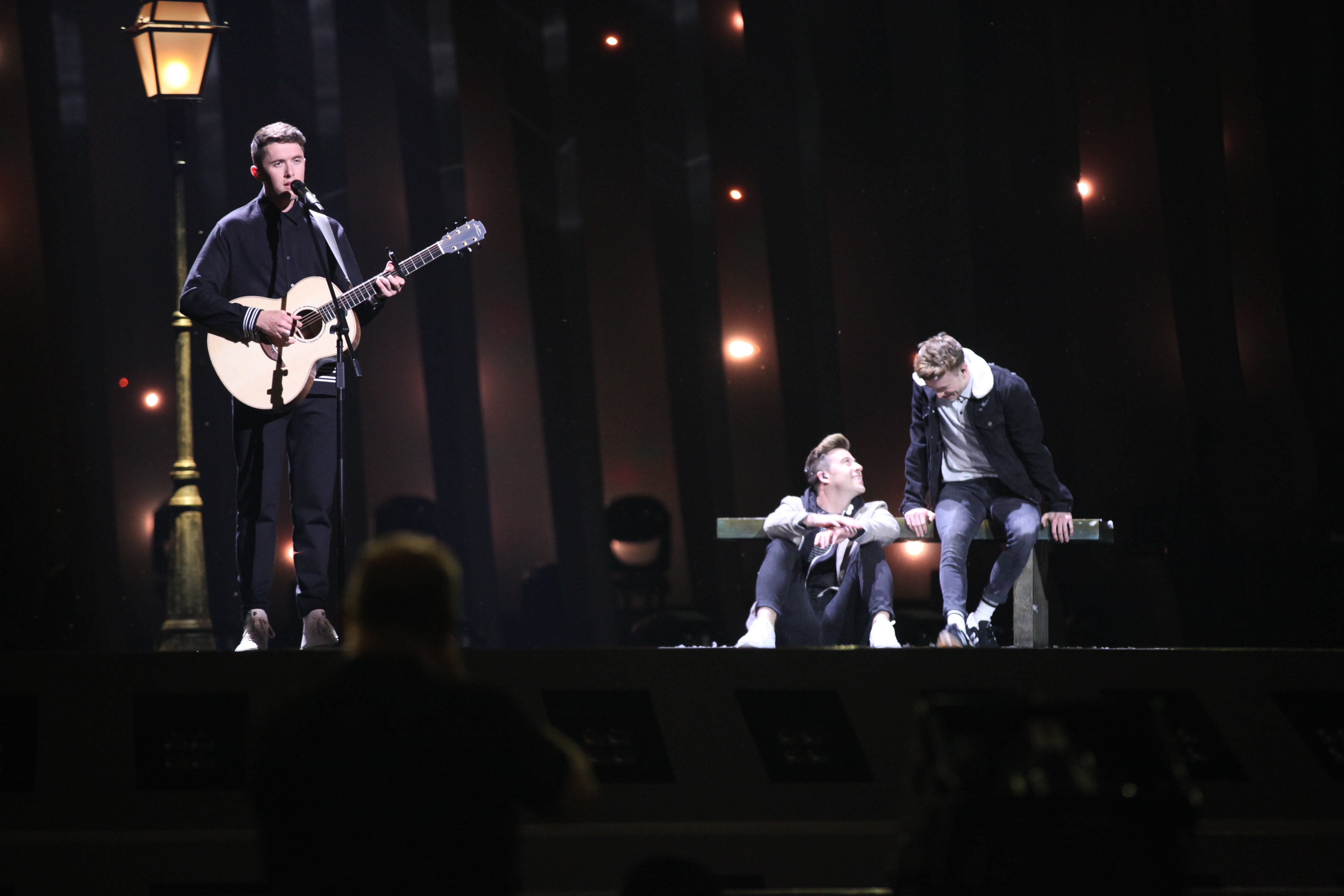
アイルランドの演出。同性愛を表現する。

中国のインターネット・テレビ局であるMango TVは、準決勝1でのアルバニアとアイルランドのパフォーマンスおよび投票時のダイジェストを放送しなかった。2018年1月以降タトゥーがある者がテレビ番組に出演することが禁じられるようになったためアルバニアの部分は放送されず、アイルランドはパフォーマンスに同性愛の表現があったためにカットされた。また、レインボー・フラッグや他の出場者のタトゥーにもぼかしが入れられた。その結果として、欧州放送連合は検閲が「欧州放送連合の普遍性や包容を重んじる価値観や、その音楽を通じて多様性を認めてきた誇りある伝統に反する」ものであることを理由とし、マンゴー・テレビとの提携を解消し、準決勝2と決勝の放送を拒否した。マンゴー・テレビのオーナーの広報担当者は検閲に「気づいていなかった」とし、アイルランド代表のライアン・オショーネシーは「欧州放送連合が検閲を軽視しなかったのは正しいことで、それを嬉しく思っている」と話した。

### イギリスのパフォーマンス中の乱入者
決勝でイギリス代表のスーリーのパフォーマンス中に男がステージに乱入し、マイクを奪い"Modern Nazis of the UK media, we demand freedom! War is not peace."と発言した 。後にロンドン出身の政治活動家であることが判明したこの男は、カメラを横切ってステージに上がった。スーリーは乱入後もパフォーマンスを継続し、その後は予定になかったグリーンルームでのインタビューが急遽挿入された 。欧州放送連合はスーリーイギリスのおよび代表団にやり直しを提案したがスーリーはそれを辞退した。また、スーリーは後に右手を負傷していたことを明かした。欧州放送連合はYouTubeおよびDVDにおける当該箇所を前日の審査員向けのパフォーマンスに差し替えたが、その後のグリーンルームでのインタビューはそのまま残した。 一方でイギリスの放送局である英国放送協会は、決勝でのパフォーマンスを乱入のシーンも含めてそのままYouTubeで公開した。